# Bruce Gilley
Bruce Gilley (21 luglio 1966) è un politologo statunitense, professore di scienze politiche alla Portland State University. 
Gilley ha ottenuto consensi internazionali, ma anche una tempesta di critiche per il suo controverso articolo peer-review The Case for Colonialism, pubblicato in un'edizione online della rivista scientifica The Third World Quarterly nel 2017. Quindici membri del consiglio della rivista si sono dimessi a causa dell'articolo di Gilley.

## Carriera
Gilley ha conseguito il Bachelor of Arts in economia e relazioni internazionali presso l'Università di Toronto nel 1988. Dal 1989 al 1991 è stato Commonwealth Scholar presso l'Università di Oxford, dove ha conseguito il Master of Philosophy in Economics nel 1991. Dal 1992 al 2002 ha lavorato come giornalista a Hong Kong, scrivendo per il quotidiano 'Eastern Express' e poi per la rivista 'Far Eastern Economic Review'. dove ha denunciato un trasferimento illegale di tecnologia da parte di un professore di Stanford all'esercito cinese. Gilley è stato Woodrow Wilson Scholar presso la Princeton University dal 2004 al 2006, da dove ha conseguito il dottorato in politica nel 2007.

### Il caso del colonialismo
L'articolo di Gilley "The case for colonialism" è stato pubblicato nel 2017 in una versione online anticipata del Third World Quarterly, contro la raccomandazione dei revisori. Secondo Gilley, il colonialismo era sia oggettivamente vantaggioso (i suoi vantaggi superavano i suoi svantaggi) sia soggettivamente legittimo (era accettato da ampi segmenti della popolazione locale). Di conseguenza, l'autore chiede una rinascita del colonialismo. L'articolo è stato controverso sia per la sua argomentazione che per la sua successiva ritrattazione, e ha scatenato un dibattito sugli standard accademici e sulla revisione tra pari: quindici membri del consiglio di amministrazione dell'Academic Journal si sono dimessi per la questione. L'articolo è stato infine ritirato con il consenso di Gilley e ripubblicato nell'aprile 2018 sulla rivista conservatrice Academic Questions of the National Association of Scholars. Nella primavera del 2022, Gilley ha risposto a molti dei suoi critici in un secondo articolo intitolato "The Case for Colonialism: A Response to My Critics".

## Selezione delle pubblicazioni
- Tiger on the Brink: Jiang Zemin and China's New Elite. University of California Press, 1998. ISBN 0520213955
- Model Rebels: The Rise and Fall of China's Richest Village. University of California Press, 2001. ISBN 978-0520225329
- China's New Rulers: The Secret Files. New York Review of Books, New York, 2003. (With Andrew Nathan) ISBN 978-1590170465
- China's Democratic Future: How It Will Happen and Where It Will Lead. Columbia University Press, 2004. ISBN 978-0231130844
- The Right to Rule: How States Win and Lose Legitimacy. Columbia University Press, 2009. ISBN 978-0231138727
- The Nature of Asian Politics. Cambridge University Press, 2014. ISBN 978-0521761710
- The Last Imperialist: Sir Alan Burns's Epic Defense of the British Empire. Regnery Gateway, 2021. ISBN 978-1684512171
- In Defense of German Colonialism: And How Its Critics Empowered Nazis, Communists, and the Enemies of the West. Regnery Gateway, 2022. ISBN 978-1684512379

### Articoli
- "Against the concept of ethnic conflict", Third World Quarterly. 25 (6): 1155–1166. doi:10.1080/0143659042000256959. Archived dall'originale il 20 gennaio 2018..
- "The Case for Colonialism", Third World Quarterly, 2017. (Republished in Academic Questions, June 2018, Vol. 31, No. 2, pp. 167–185.
- "The Case for Colonialism: A Response to My Critics", Academic Questions, Spring 2022.